# Piscina do Areeiro
A Piscina do Areeiro, também conhecida como Piscina Municipal do Areeiro, é uma piscina municipal de Lisboa, situada na Avenida de Roma e integrada no Bairro de Alvalade. Foi a primeira piscina coberta mandada construir pelo município lisboeta, sendo considerada por alguns como uma obra emblemática da arquitectura moderna portuguesa dos anos 60. O edifício está catalogado no Inventário Municipal do Património de Lisboa, e faz parte do património da freguesia de São João de Deus. É uma piscina dotada de infraestruturas de apoio a deficientes.

## História
Foi projectada pelo arquitecto Alberto José Pessoa, que desde 1938 fazia parte da equipa encarregada de projectar o Bairro de Alvalade. Foi inaugurada no ano de 1966 pelo então Chefe de Estado, Américo Tomás.
Tem 25 metros de comprimento e seis pistas. Dispõe de bancadas na ala esquerda longitudinal da piscina, com capacidade para mais de 300 pessoas. Durante décadas, foi a única piscina permanentemente coberta e com bancadas para o público em Portugal, apta para competições de toda a ordem, passando por festivais, campeonatos regionais, nacionais e até competições internacionais. Durante perto de 30 anos, várias gerações de nadadores foram ali consagrados campeões, alguns tendo até no seu currículo, participações olímpicas, constituindo um símbolo desportivo tão importante como é o Estádio Nacional para o atletismo e para o futebol. Foi usada em 1994 como cenário do filme A Comédia de Deus, de João César Monteiro, para a filmagem de uma prova de natação de 50 metros livres.

## Estado actual e valor patrimonial
Em 2006 a piscina foi fechada, apresentando-se nos anos seguintes em avançado estado de degradação e ameaçada de demolição total. A piscina deixou de ter água, e ficou recheada de grafittis e sem paredes e janelas que a protejam dos elementos. Por esse motivo foi utilizada para um espectáculo de teatro intitulado "Learning to Swim", da responsabilidade do Teatro Maria Matos, que estreou a 24 de Junho de 2010. O cenário foi sugerido pelo director artístico do Maria Matos, Mark Deputter. Segundo Paula Diogo, co-autora da peça e uma das suas intérpretes, o espaço foi escolhido por ser “a metáfora perfeita para a ideia de falha que está subjacente ao facto de não se saber nadar, porque é um espaço que perdeu a sua função original”.
Em 2006, quando a autarquia anunciou o abate desta e mais duas piscinas municipais (Olivais e Campo Grande), várias vozes levantaram-se contra essa decisão, entre as quais Helena Roseta, à época presidente da Ordem dos Arquitectos, que escreveu ao então presidente da câmara, Carmona Rodrigues, alertando para a importância destas obras arquitectónicas. Segundo Helena Roseta esta piscina insere-se num contexto de piscinas de "referência para os arquitectos e para as populações", como a do Campo Grande, de Francisco Keil do Amaral e a dos Olivais, de Aníbal Barros da Fonseca e Eduardo Paiva Lopes. Segundo a mesma arquitecta, todas estas piscinas "foram executadas com um cuidado extremo, quanto à funcionalidade, à articulação com as artes plásticas e à pormenorização construtiva que revelam a destreza e inteligência da arquitectura produzida no país durante a década de 60."
Helena Roseta, em 2011, como vereadora por Lisboa, deixou de criticar a demolição, dadas as condições financeiras do município.
Em 2008 os vereadores eleitos pelo movimento Cidadãos por Lisboa (CPL) pediram que esta piscina, assim como a dos Olivais e Campo Grande, fizesse parte do inventário municipal do património para posterior reabilitação, respeitando os projectos originais. Os vereadores destacaram que esta e as outras piscinas são «obras de consagrados arquitectos do século XX», nomeadamente Alberto José Pessoa (Areeiro), Francisco Keil do Amaral (Campo Grande), e Aníbal Barros da Fonseca e Eduardo Paiva Lopes (Olivais). Em 2009 o edifício encontrava-se catalogado nesse inventário.

## Renovação
Após a demolição do edifício, foi construida no local uma moderna infraestrutura dotada de ginásio, piscina e spa. O concurso para a construção do novo espaço foi ganho pela empresa galega Sidecu, que detém os ginásios da marca Supera. António Carlos Monteiro, vereador da CML pelo CDS-PP, questionou a volumetria do novo projecto, afirmando não ter dúvidas sobre ser susceptível de violar o Plano Director Municipal, uma vez que ocupa o terreno adjacente, o chamado logradouro.
A nova Piscina do Areeiro, agora Complexo Desportivo Supera Areeiro, foi oficialmente inaugurada no dia 14 de julho de 2015.